# Alicja Sędzińska

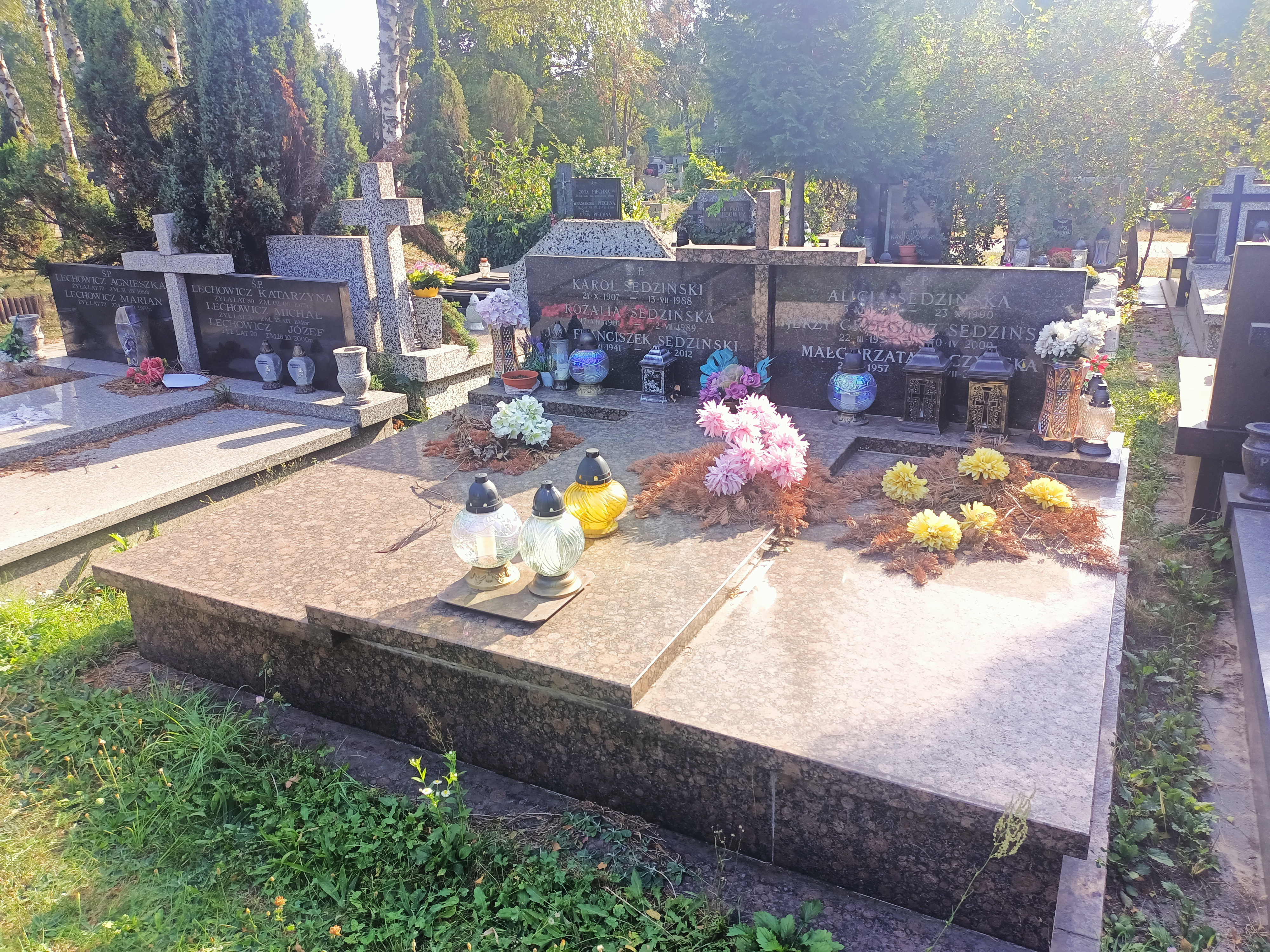
Grób Alicji Sędzińskiej na Cmentarzu Komunalnym Północnym w Warszawie

Alicja Karolina Sędzińska (ur. 5 listopada 1934 w Warszawie, zm. 23 października 1990 w Fontenay-lès-Briis) – polska aktorka teatralna i filmowa.
W 1957 ukończyła Państwową Wyższą Szkołę Teatralną w Warszawie. W latach 1957–1961 grała w Teatrze Śląskim im. Stanisława Wyspiańskiego w Katowicach, a w latach 1961–1973 była aktorką Teatru Polskiego w Warszawie. Od 1973 aż do śmierci przebywała poza Polską (USA, Australia, Wielka Brytania i Francja). Pochowana na Cmentarzu Komunalnym Północnym w Warszawie.

## Filmografia
- 1956: Pożegnanie z diabłem
- 1963: Daleka jest droga
- 1963: Zacne grzechy
- 1964: Rękopis znaleziony w Saragossie
- 1965: Jutro Meksyk
- 1965: Wojna domowa
- 1966: Kochajmy syrenki
- 1968: Stawka większa niż życie
- 1970: Prom
- 1971: Na przełaj
- 1972: Chłopi